# مغامرات جوجو العجيبة: ستاردست كرسيدس
مغامرات جوجو العجيبة: ستاردست كرسيدس (باليابانية: ジョジョの奇妙な冒険 スターダストクルセイダース) هو الجزء الثاني من أنمي مغامرات جوجو العجيبة من إنتاج ستديو ديفيد برودكشن، مقتبس من مانغا مغامرات جوجو العجيبة للمانغاكا هيروهيكو أراكي. وهو ثاني اقتباس لقصة هذا الجزء، حيث اقتبس لأول مرة في حلقات أوفا من إنتاج A.P.P.P.

## القصة
جوتارو كوجو يعاني من لحاق روح شريره له مما تسبب له الكثير المتاعب و المشاكل و هو يجهل ما الذي يجري له بالضبط لذا يدخل للسجن حتى لا يؤذي أحد، ويأتي جده جوزيف جوستار (بطل الجزء السابق) من أمريكا حتى يخرجه من السجن و يخبره أن الروح الشريرة الذي يجهلها جوتارو اسمه ستاند، يخبره جده فيما بعد انهُ أتى ليخبره عن عودة ديو مصاص الدماء الخالد الذي واجه جدهم الأكبر جونثان جوستار قبل أكثر من مئة عام، عودة ديو ايقضت الستاندات في أفراد عائلة الجوستار مما اسفر عن مرض أم جوتارو التي لم تستطع التحكم بستاندها، ديو في مصر وليس هناك طريقة لتخلص من اللعنة سوى بالقضاء عليه ...
و تبدأ المغامرات المجنونه بالمرور من عده بلدان حتى الوصول لمصر خاضيين الكثير من المعارك ضد أتباع ديو.

## الشخصيات
- جوتارو كوجو
- جوزيف جوستار
- محمد عبدول
- نورياكي كاكيوين
- جان بيير بولناريف
- ايغي
- ديو
- هولي كوجو

## الحلقات

### 2014
| رقم الحلقة | عنوان الحلقة                                                                          | تاريخ العرض الأصلي |
| ---------- | ------------------------------------------------------------------------------------- | ------------------ |
| 1          | "Akuryō ni Toritsukareta Otoko" (悪霊にとりつかれた男)                                | 4 نيسان 2014       |
| 2          | "Sabaku no wa Dare da!?" (裁くのは誰だ!?)                                             | 11 نيسان 2014      |
| 3          | "DIO no Jubaku" (DIOの呪縛)                                                           | 18 نيسان 2014      |
| 4          | "Tawā Obu Gurē" (灰の塔（タワー・オブ・グレー）)                                      | 25 نيسان 2014      |
| 5          | "Shirubā Chariottsu" (銀の戦車（シルバーチャリオッツ）)                               | 2 أيار 2014        |
| 6          | "Dāku Burū Mūn" (暗青の月（ダークブルームーン）)                                      | 9 أيار 2014        |
| 7          | "Sutorengusu" (力（ストレングス）)                                                    | 16 أيار 2014       |
| 8          | "Debiru" (悪魔（デビル）)                                                             | 23 أيار 2014       |
| 9          | "Ierō Tenparansu" ((黄の節制（イエローテンパランス）)                                 | 30 أيار 2014       |
| 10         | "Enperā to Hangudoman Sono 1" (皇帝（エンペラー）と吊られた男（ハングドマン） その１) | 6 حزيران 2014      |
| 11         | "Enperā to Hangudoman Sono 2" (皇帝（エンペラー）と吊られた男（ハングドマン） その２) | 13 حزيران 2014     |
| 12         | "Enpuresu" (女帝（エンプレス）)                                                       | 20 حزيران 2014     |
| 13         | "Howīru Obu Fōchun" (運命の車輪（ホウィール・オブ・フォーチュン）)                    | 27 حزيران 2014     |
| 14         | "Jasutisu Sono 1" (正義（ジャスティス） その１)                                       | 4 تموز 2014        |
| 15         | "Jasutisu Sono 2" (正義（ジャスティス） その２)                                       | 11 تموز 2014       |
| 16         | "Rabāzu Sono 1" (恋人（ラバーズ） その１)                                             | 18 تموز 2014       |
| 17         | "Rabāzu Sono 2" (恋人（ラバーズ） その２)                                             | 25 تموز 2014       |
| 18         | "San" (太陽（サン）)                                                                  | 1 آب 2014          |
| 19         | "Desu Sātīn Sono 1" (死神13（デスサーティーン） その１)                               | 8 آب 2014          |
| 20         | "Desu Sātīn Sono 2" (死神13（デスサーティーン） その２)                               | 15 آب 2014         |
| 21         | "Jajjimento Sono 1" (審判（ジャッジメント） その１)                                   | 22 آب 2014         |
| 22         | "Jajjimento Sono 2" (審判（ジャッジメント） その２)                                   | 29 آب 2014         |
| 23         | "Hai Puriesutesu Sono 1" (女教皇（ハイプリエステス） その１)                          | 5 أيلول 2014       |
| 24         | "Hai Puriesutesu Sono 2" (女教皇（ハイプリエステス） その２)                          | 12 أيلول 2014      |